# Helene Tuschak-Lafite
Helene Tuschak-Lafite (* 13. Februar 1879 in Wien; † 2. Februar 1971 ebenda) war eine österreichische Feuilletonistin, Theater- und Literaturkritikerin, Frauenrechtlerin und angeblich die „erste von einer Wiener Zeitung angestellte Journalistin“.

## Leben
Helene Tuschak-Lafite, seit 1915 verheiratet mit dem Tonkünstler Carl Lafite, stammte aus einer Arztfamilie, ihre Mutter war mit der Familie des Komponisten Joseph Haydn verwandt. Tuschak-Lafite studierte Sprachen und legte die Staatsprüfung ab. Sie übersetzte zunächst ins Französische, schrieb dann literarische Essays über nordische und russische Literatur für die Neue Freie Presse. Sie wurde  Mitarbeiterin der Zeit und 1908 Redakteurin des Neuen Wiener Tagblatts, wo sie lange das Feuilleton leitete, Theaterkritiken schrieb und soziale und kulturelle Tagesfragen behandelte. Nach dem Zweiten Weltkrieg arbeitete sie für die Wiener Zeitung.

## Veröffentlichungen
- Soldatenwinter. In: Hilfsaktion des Kriegsfürsorgeamtes „Kälteschutz“ (Hrsg.): Kälteschutz 1914–1915. Selbstverlag, Wien 1915, S. 19–22.
- Die Lehrerin-Schwester. In: Soziale Arbeit. 21. Jg., Heft 3–4, Juli 1923, S. 39–40 (Signatur der ÖNB: 609270-B.Neu-Per)
- Artikel in: 
  - Mitteilungen der Vereinigung der Arbeitenden Frauen
  - Rohö-Frauenblatt
  - Die Österreicherin